# Johann Ludwig Heim (Geologe)
Johann Ludwig Heim der Jüngere (* 29. Juni 1741 in Solz; † 19. Januar 1819 in Meiningen) war ein deutscher evangelischer Theologe, Mineraloge und Geologe.

## Leben
Heim war ein Sohn des Pfarrers Johann Ludwig Heim. Dieser erteilte seinen Kindern den ersten Unterricht. Später wechselte er an das Meininger Lyzeum illustre. Dort wurde sein Interesse für Mineralogie geweckt, das ihn bis zu seinem Tod begleiten sollte. Nach dem Abschluss des Lyzeums wechselte er an die Universität Jena. Dort studierte er, dem Wunsch des Vaters entsprechend, Theologie, jedoch widmete er sich auch den Geowissenschaften. 
Heim kehrte nach Abschluss des Studiums zurück nach Meiningen. Dort wurde er Prinzenerzieher für den späteren Herzog Georg I. von Sachsen-Meiningen. 1775 begleitete er den Prinzen zusammen mit dessen Bruder Karl an die Universität Straßburg. Dort konnte Heim seine Studien fortsetzen. Außerdem begann er dort seine Mineraliensammlung, die er 1816 an die Sozietät für die gesamte Mineralogie in Jena übergab.
Nachdem Heim mit den Prinzen wieder nach Meiningen zurückgekehrt war, bekam er eine Anstellung am Konsistorium. Er wurde zunächst zum Konsistorialrat, zum Hofrat des Herzogtums Sachsen-Meiningen und schließlich 1803 dort zum Wirklichen Gemeinen Rat ernannt. Am Ende war er Vizepräsident des Konsistoriums. Neben der Arbeit im Konsistorium konnte er umfangreich geowissenschaftlich forschen.
Der Berliner Arzt Ernst Ludwig Heim war sein Bruder.

## Werke (Auswahl)
- Geologischer Versuch über die Bildung der Thäler durch Ströme, Hoffmann, Weimar 1791.
- Geologische Beschreibung des Thüringer Waldgebürgs, 6 Bände (3 Teile, 2. Teil in 5 Abteilungen), Hanisch, Meiningen 1796–1812.
  - 1. Teil: Von der äusseren Gestalt, 1796.
  - 2. Teil: Von der inneren Errichtung desselben, 1798–1806.
  - 3. Teil: Kurze Uebersicht des Thüringerwaldes nach der Anordnung, Gestaltung, und Gruppirung seiner Gebirgslager, nebst einigen daraus abgeleiteten allgemeinen Resultaten, 1812.